# Návštěvníci (film, 2022)
Návštěvníci jsou český dokumentární film režisérky Veroniky Liškové z roku 2022. Film vznik v koprodukci České republiky, Slovenska a Norska.

## Popis
Film formou deníku přibližuje život antropoložky Zdenky Sokolíčkové, která se přestěhovala společně s rodinou do nejlidnatějšího městečka Longyearbyenu na Špicberkách. Extrémní podmínky a psychické dopady polární noci výrazně ovlivňují pracovní podmínky i osobní život celé rodiny. Dokument přibližuje také drtivé dopady současného globalizovaného světa, který proměňuje život v arktické krajině.

## Ocenění
Snímek získal Zvláštní uznání poroty v soutěži Česká radost na Mezinárodním festivalu dokumentárních filmů v Jihlavě.